# Perline Razafiarisoa
Perline Razafiarisoa (morte le 22 décembre 2007 à 44 ans, à Antananarivo, Madagascar) est une chanteuse malgache, figure du hira gasy (forme de spectacle et de chant malgache).
Codirectrice de la troupe Tarika Ramilison Fenoarivo, « la troupe la plus renommée du pays » selon le cinéaste et sociologue des arts Didier Mauro, et fille du chanteur Ramilison Besigara, elle est la mère de trois enfants, Ando, Rado, et Fano.

## Biographie

### Engagement social
Perline Razafiarisoa a consacré sa vie à l'opéra classique de Madagascar dit "Hira Gasy" (un art sacré qui remonte au XVe siècle) et à l'éducation populaire. 
Fille de M. Ramilison (dit « Dadamily/Besigara »), et de feu Edwige Ramanambelo, elle assiste son père dans la direction de la troupe : conception des nouvelles œuvres, création de chorégraphies et de costumes, formation des artistes, organisation des tournées, gestion de la compagnie[source secondaire souhaitée].
Elle organise la solidarité des pauvres avec les pauvres, et coordonne les actions des 130 compagnies regroupées dans la Confédération des troupes « FIMPIMAMAD »[source secondaire nécessaire].

### L'interprétation des œuvres ludiques d'éducation populaire
Sur scène, Perline Razafiarisoa interprète des chants et de danses, dont les principaux thèmes concernent : l'éducation, la santé, la prévention du sida, la lutte contre la corruption, la protection de l'environnement[source secondaire souhaitée].

### Ambassadrice de la culture malgache
Elle est notamment invitée avec la Compagnie Tarika Ramilison Fenoarivo à présenter des spectacles en 2001 à la Cité de la musique[source secondaire souhaitée] à Paris ; en 1996, pendant une tournée de trois mois, elle présente des spectacles et anime des débats d'éducation au développement dans toutes les régions de France à l'initiative de la Ligue française de l'enseignement et de l'association Orchidées[source secondaire souhaitée].

### Participations aux actions de développement de l'éducation
En 2006, Perline Razafiarisoa participe à toutes les actions pédagogiques menées par Solidarité laïque à Madagascar, et en particulier à la Rentrée Solidaire (dons de matériel scolaire aux enfants les plus démunis des écoles primaires publiques des 22 régions de Madagascar), et au don d'un camion pour les sapeurs-pompiers de Toliara.
Elle apporte aussi son concours bénévole au dépotage et au tri du matériel scolaire offert par les enfants de France pour les enfants malgaches. En 2007, elle contribue à fonder la Ligue de Madagascar pour le développement de la culture, de l’enseignement, et de l’éducation populaire (présidée par Mme Mialy Rakotomalala et dont sont membres fondateurs l'ONG Bel Avenir, Fimpimamad, Flah, Les Kiadin'I Madagasikara, le Zebu Overseas Board); elle participe aux actions de sensibilisation et à la conception d'une chanson pour la Campagne mondiale pour l'éducation (avec l'Unesco et Solidarité Laïque).

### Hommage de la Sorbonne et de l'Académie nationale malgache
En 2000, les témoignages de Perline Razafiarisoa intègrent la monographie de la première thèse doctorale consacrée à l'opéra classique Hira Gasy et présentée en sciences de l'art devant l'université de Paris 3 - Sorbonne Nouvelle par Didier Mauro, Madagascar, l'opéra du peuple. Anthropologie d'un fait social total : l'art Hira Gasy entre tradition et rébellion

### Un deuil suivi par des milliers de personnes à Madagascar
Perline Razafiarisoa meurt le 22 décembre 2007 de la fièvre typhoïde, à 44 ans. Le lundi 24 décembre 2007, entre Antananarivo et Mandrosoa – Arivonimamo, des milliers de paysans-artistes mpihira gasy de l'opéra classique hira gasy, avec leurs costumes de scène et leurs instruments de musique, suivis par une foule immense, lui rendent un dernier hommage[source secondaire souhaitée].

### Le dernier voyage
Son corps a été transporté dans son village natal (Mandrosoa Arivonimamo/Antongona) le 24 décembre 2007. Il repose dans un tombeau provisoire, du fait de considérations astrologiques, jusqu'en avril 2008. Les premières funérailles Famadihana auront lieu fin 2008 pour le transfert de son corps dans le tombeau familial.

## Films, livres, et archives

### Films
Perline Razafiarisoa est présente dans les films :
- Madagascar la parole poème (1997, 52 min),
- Paris des océans (1998, 52 min),[
- Le Journal de Perline (2001, 52 min), La Lanterne
- Madagascar l'autre voyage (2003, 150 min), Bonne Pioche

### Héritage audiovisuel
Une tournée de Perline Razafiarisoa, en 1995, a été filmée sur support Betacam SP. Les archives ont intégré le Plan pluriannuel de sauvegarde, conservation, valorisation des archives audiovisuelles de Madagascar organisé par l'association malgache FLAH avec l'Institut national de l'audiovisuel (INA/France)[source secondaire souhaitée].

### Livres
Des photos et témoignages de Perline Razafiarisoa ont été publiés dans les ouvrages :
- Madagascar, l'île mère (Paris, éditions Anako, 2000)
- Madagascar l'opéra du peuple (Paris, éditions Karthala, 2001).  (ISBN 2-84586-019-6)
- Madagascar, Parole d'ancêtre (Paris, éditions Anako, 2001)
- Madagascar, l'encyclopédie du voyage (Paris, éditions Gallimard, 2007/4e édition)

#### Sélection d'articles en ligne consacrés à Perline Razafiarisoa
- Hommage à Perline Razafiarisoa. Il était une fois une grande « chanteuse d’opéra », Madagascar-Tribune.com, 2 janvier 2008
- Ramilison Fenoarivo perd Perline, dilanntours.blogspot.com, 26 décembre 2007